# El Almendro, Huelva

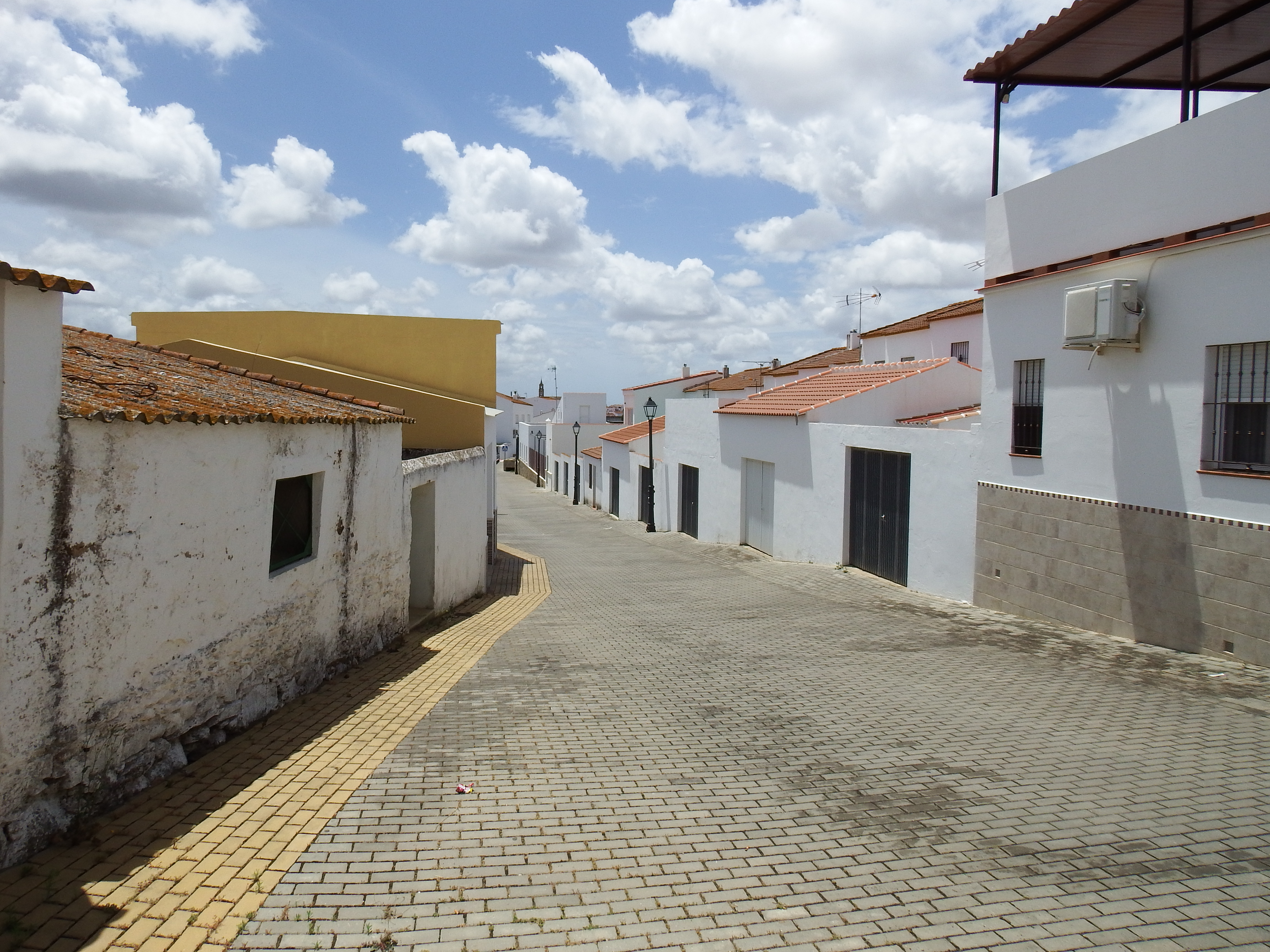

El Almendro là một thị trấn và đô thị ở tỉnh Huelva, Tây Ban Nha. Theo điều tra dân số năm 2005 của Tây Ban Nha, thị trấn này có 831 dân. Thị trấn này có diện tích 171 km² và mật độ dân số 4,9 người/km². Thị trán El Almendro nằm ở độ cao 229 m và cách tỉnh lỵ Huelva 47 km.

## Các tượng đài
- Iglesia de Guadalupe. S.XVIII
- Molinos de Viento. S.XVIII
- Casas del siglo XVIII en el entorno de la iglesia
- Ermita de Piedras Albas. S.XVIII
- Monumento Natural Peña Maya

## Dân số
| 1999 | 2000 | 2001 | 2002 | 2003 | 2004 | 2005 |
| ---- | ---- | ---- | ---- | ---- | ---- | ---- |
| 874  | 864  | 851  | 823  | 841  | 834  | 831  |

Nguồn: INE (Tây Ban Nha)